# (33767) 1999 RK102
1999 RK102 (asteroide 33767) é um asteroide da cintura principal. Possui uma excentricidade de 0.16578250 e uma inclinação de 11.88869º.
Este asteroide foi descoberto no dia 8 de setembro de 1999 por LINEAR em Socorro.